# Foyer primaire
Pour les articles homonymes, voir Foyer.
Le foyer primaire (primary outbreak) désigne en épidémiologie le premier endroit d’éclosion de cas groupés d’une maladie donnée survenant dans une région jusque là indemne. Il peut passer inaperçu et n’être reconnu qu’au décours d’une enquête faite autour du foyer index (nom donné au premier foyer connu mais qui n’est pas forcément le premier survenu).
Dans le cadre des mesures de lutte contre les évènements d’importance en santé publique, le foyer primaire est au sein de la Communauté économique européenne « Tout foyer non lié, du point de vue épidémiologique, à un foyer antérieur constaté dans la même région d'un État membre, ... ou le premier foyer apparu dans une région différente du même État membre ».